# HTR3E
HTR3E (англ. 5-hydroxytryptamine receptor 3E) – білок, який кодується однойменним геном, розташованим у людей на короткому плечі 3-ї хромосоми.  Довжина поліпептидного ланцюга білка становить 456 амінокислот, а молекулярна маса — 51 438.
| 10         |  | 20         |  | 30         |  | 40         |  | 50         |
| ---------- |  | ---------- |  | ---------- |  | ---------- |  | ---------- |
| MEGSWFHRKR |  | FSFYLLLGFL |  | LQGRGVTFTI |  | NCSGFGQHGA |  | DPTALNSVFN |
| RKPFRPVTNI |  | SVPTQVNISF |  | AMSAILDVNE |  | QLHLLSSFLW |  | LEMVWDNPFI |
| SWNPEECEGI |  | TKMSMAAKNL |  | WLPDIFIIEL |  | MDVDKTPKGL |  | TAYVSNEGRI |
| RYKKPMKVDS |  | ICNLDIFYFP |  | FDQQNCTLTF |  | SSFLYTVDSM |  | LLDMEKEVWE |
| ITDASRNILQ |  | THGEWELLGL |  | SKATAKLSRG |  | GNLYDQIVFY |  | VAIRRRPSLY |
| VINLLVPSGF |  | LVAIDALSFY |  | LPVKSGNRVP |  | FKITLLLGYN |  | VFLLMMSDLL |
| PTSGTPLIGV |  | YFALCLSLMV |  | GSLLETIFIT |  | HLLHVATTQP |  | PPLPRWLHSL |
| LLHCNSPGRC |  | CPTAPQKENK |  | GPGLTPTHLP |  | GVKEPEVSAG |  | QMPGPAEAEL |
| TGGSEWTRAQ |  | REHEAQKQHS |  | VELWLQFSHA |  | MDAMLFRLYL |  | LFMASSIITV |
| ICLWNT     |  |            |  |            |  |            |  |            |

A: Аланін

C: Цистеїн

D: Аспарагінова кислота

E: Глутамінова кислота

F: Фенілаланін

G: Гліцин

H: Гістидин

I: Ізолейцин

K: Лізин

L: Лейцин

M: Метіонін

N: Аспарагін

P: Пролін

Q: Глутамін

R: Аргінін

S: Серин

T: Треонін

V: Валін

W: Триптофан

Кодований геном білок за функціями належить до рецепторів, іонних каналів. 
Задіяний у таких біологічних процесах як транспорт іонів, транспорт, поліморфізм, альтернативний сплайсинг. 
Локалізований у клітинній мембрані, мембрані.